# Kommunalwahlen in Osttimor 2016

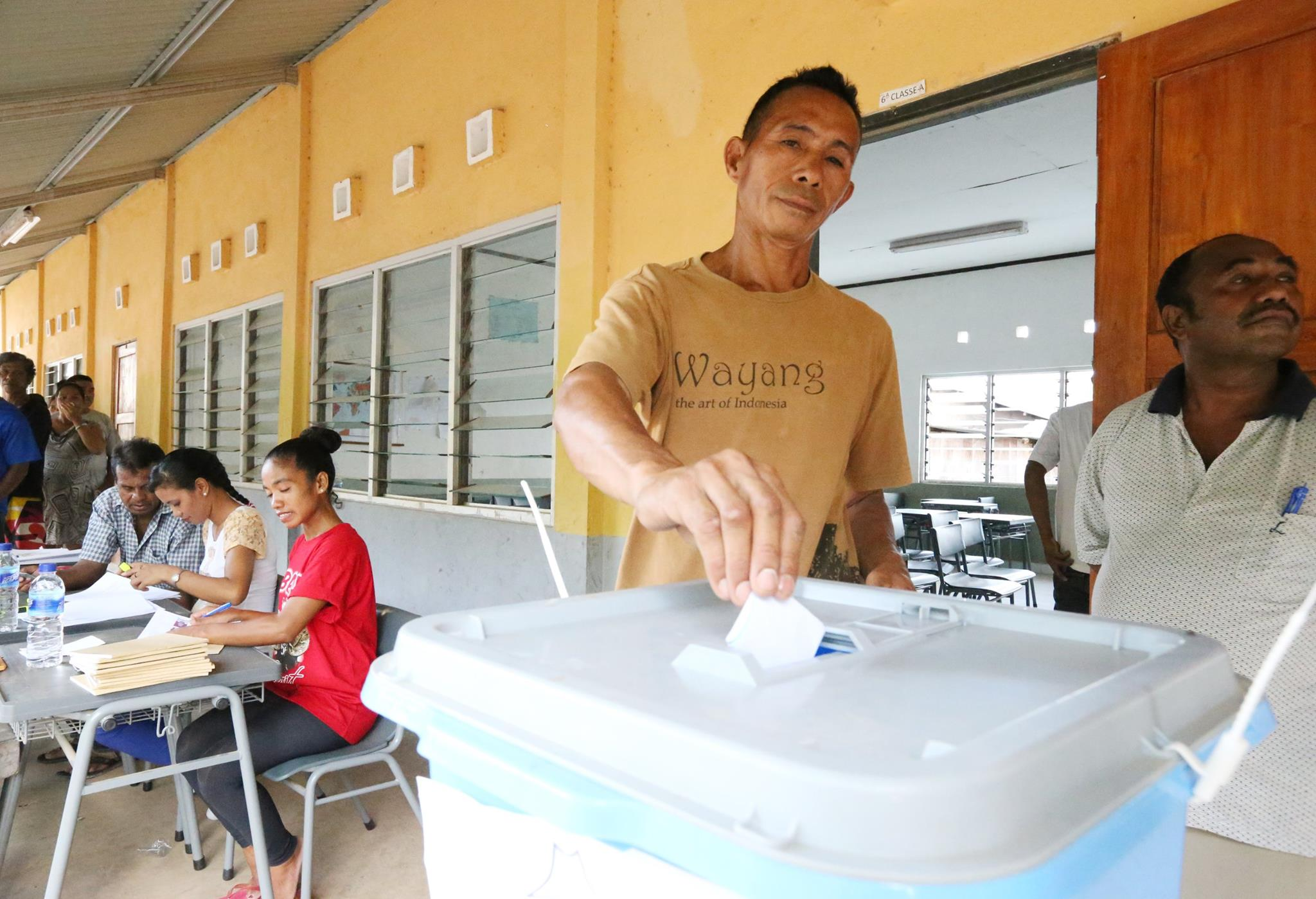
Stimmabgabe in Meti Aut

Bei den Kommunalwahlen in Osttimor 2016 werden zwischen dem 15. September und dem 22. Oktober 2016 zum dritten Mal seit der Unabhängigkeit des Landes kommunale Vertreter auf den untersten administrativen Ebenen Osttimors von der Bevölkerung gewählt. Die Neuwahlen nach 2009 hatten sich aufgrund der langen Debatten über die Verwaltungsreform immer wieder verschoben. Erst im Juli hatte das Nationalparlament das neue Gesetz zur Struktur der Sucoverwaltung beschlossen.

## Hintergrund
Die kleinste administrative Verwaltungseinheit Osttimors mit einem definierten Territorium wird Suco genannt. Der Suco kann aus Stadtteilen oder auch größeren Flächen mit mehreren Siedlungen bestehen. 2015 wurden mehrere Grenzen neu gezogen, wodurch es auch Veränderungen in der Bevölkerungszahl der betroffenen Sucos kam. Die Einwohner eines Sucos teilen sich in Aldeias auf, was man mit „Dorfgemeinschaften“ gleichsetzen könnte. Die Zugehörigkeit kann jeder Haushalt selbst bestimmen.
Der Suco-Rat (Conselho de Suco) besteht aus dem Chefe de Suco, den Chefes de Aldeia des Sucos, einer weiblichen und einem männlichen Delegierten einer jeden Aldeia, einer weiblichen und einem männlichen Jugendvertreter und dem Lian Nain (wörtlich „Meister des Wortes“).
Die Versammlung der Aldeia (Assembleias de Aldeia) wird von allen Bürgern der Dorfgemeinschaft im Alter über 16 Jahren gebildet.
Die Chefes de Aldeia werden in der Versammlung frei und geheim gewählt. Auch der Chefe de Suco wird alle sieben Jahre direkt vom Volk gewählt. Ein Amtsinhaber kann nur einmal wieder zur Wahl antreten.
Vor den Wahlen waren 98 % der 442 Chefes de Suco und 2225 Chefes de Aldeia Männer. Daher legt das Gesetz fest, dass für die Wahl von 2016 für jeden Suco- und Aldeia-Chef ein Kandidat weiblich sein muss. Die Umsetzung gelang nicht vollständig, doch 2009 gab es zum Beispiel in den 31 Sucos von Aileu nur zwei weibliche Kandidaten, 2016 waren es nun 28. 30 weitere Frauen kandidierten in den Aldeias Aileus, landesweit traten über 100 Kandidatinnen an.

## Ablauf
Am 15. September trafen sich die bisherigen Suco-Räte, um die Wahllokale einzurichten und die Wahlvorschläge für den neuen Chefe de Suco aufzunehmen. Am 30. September kamen die Versammlungen der Aldeias zusammen und wählten ihre Delegierte für den Suco-Rat und den jeweiligen Chefe de Aldeia. Außerdem wurde der Chefe de Suco gewählt. Am 1. Oktober trafen sich die neu gewählten Suco-Räte. Bei der Sitzung wurde auch das Ergebnis der Wahl des Chefe de Suco bekannt gegeben. Sofern notwendig, fanden Stichwahlen für die Wahl des Chefe de Suco am 7. Oktober statt. Die Auswertung des Wahlergebnisses erfolgte am 18. Oktober. Am 22. Oktober wurden auf der Sitzung der bisher gewählten Suco-Räte der Lian Nain und die Jugendvertreter gewählt.